# 上三島

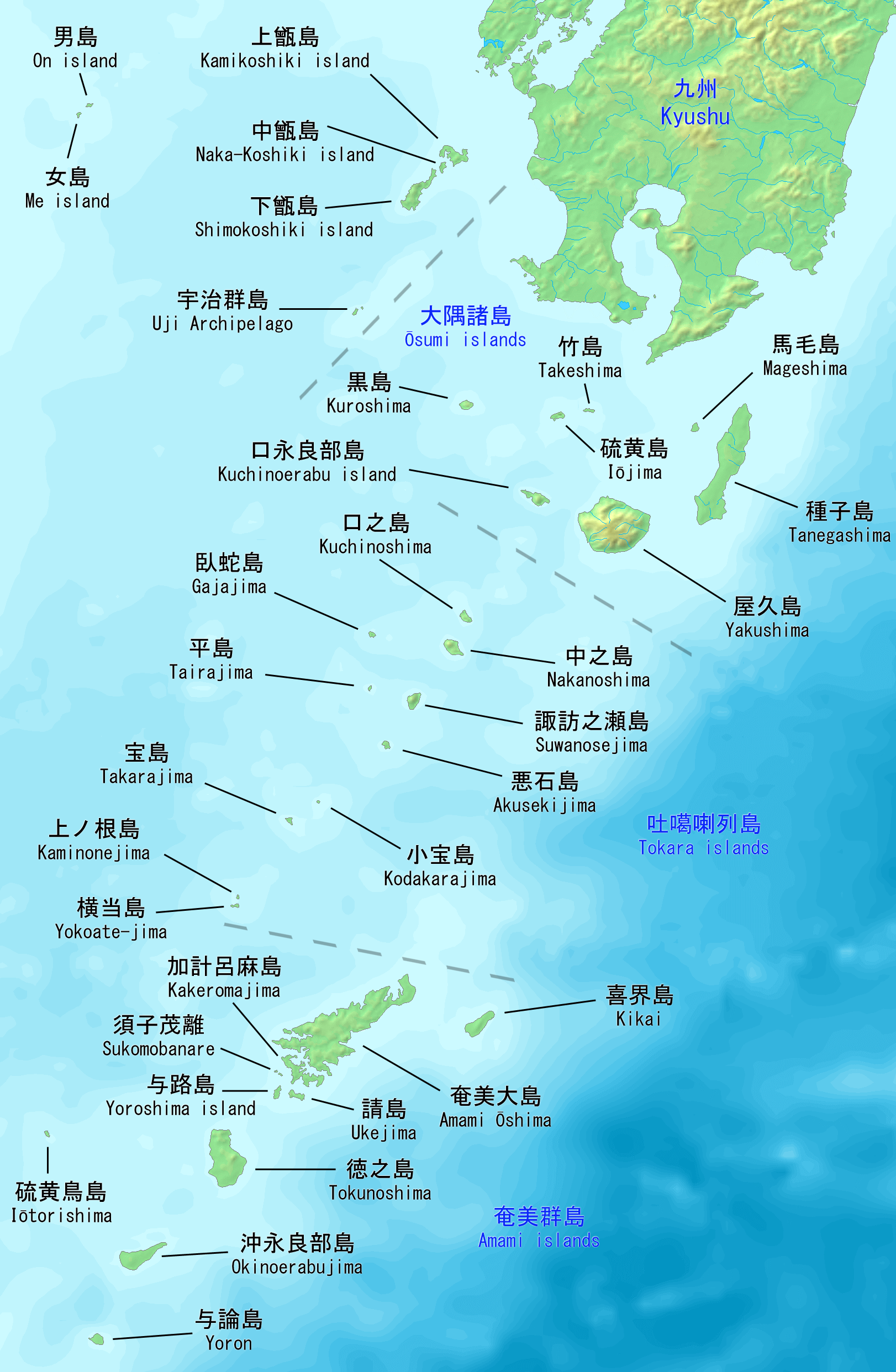
薩南諸島と上三島

上三島（かみみしま）は、薩南諸島北部に位置する島嶼群である。別名、口之三島（くちのみしま）。

## 概要
黒島、硫黄島、竹島の有人3島と、デン島、昭和硫黄島の無人島からなる。
全島で鹿児島県鹿児島郡三島村を形成する。
明治期以前は、上三島とトカラ列島（下七島）は合わせて薩摩国川辺郡に属し十島（じっとう）と呼ばれていた。1897年にはそのまま大隅国大島郡に編入。1908年島嶼町村制により十島村（じっとうそん）となる。第二次世界大戦後、下七島がアメリカ軍軍政下に入り、上三島は日本に残される。1952年2月4日に下七島が日本に返還、2月10日に十島村（としまむら）として発足した。返還まで十島村（じっとうそん）であった上三島は、同日付で村域を上三島、町名を三島村に変更し分立された。
上三島は、大隅諸島に含まれるとする立場（国土地理院地図など。よって薩南諸島、南西諸島にも含まれることになる）と、含まれないとする立場がある。天気予報では「種子島・屋久島地方」に含まれ、さらに「種子島地方」と「屋久島地方」とに細分する場合には「種子島地方」に含まれる。

## ギャラリー

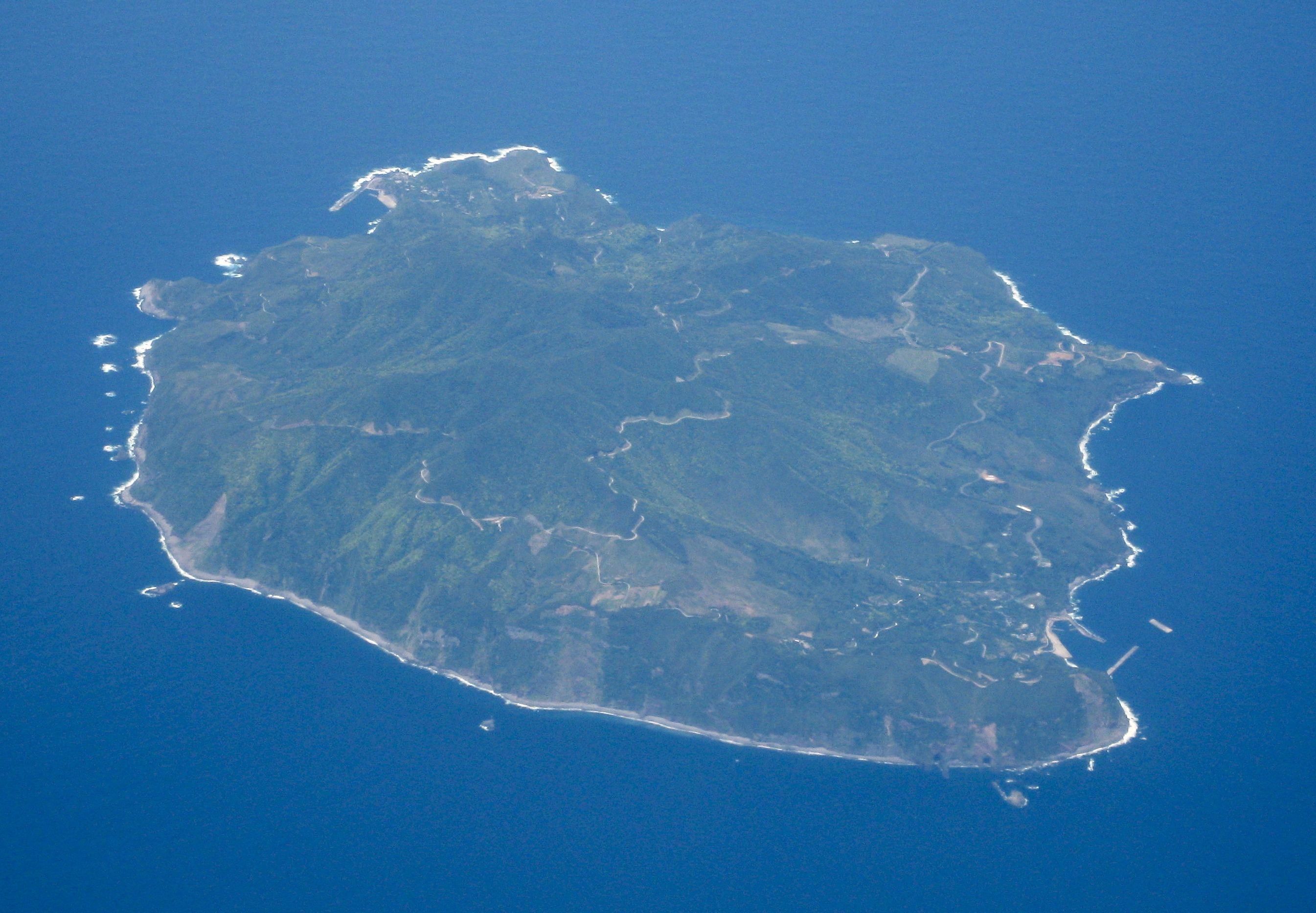
黒島
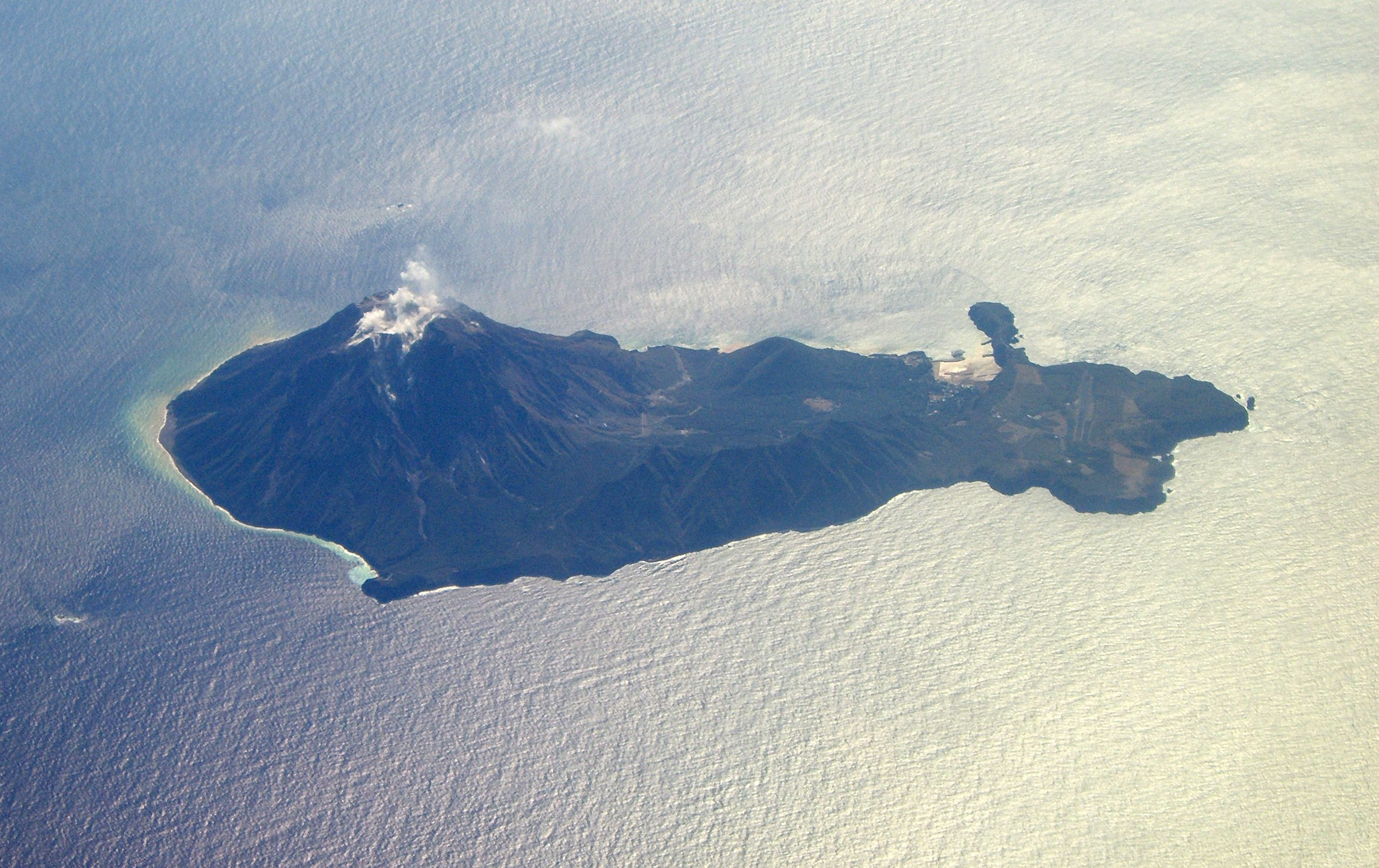
硫黄島